# Kaple svaté Rodiny (Benátky nad Jizerou)
Kaple svaté Rodiny (někdy též Rodiny Kristovy nebo Přátelství Kristova) je pozdně barokní sakrální stavba z roku 1737 v Benátkách nad Jizerou. Od roku 1967 je chráněna jako kulturní památka. V současnosti slouží jako bohoslužebný prostor a farní úřad Církve československé husitské v Benátkách nad Jizerou. 

## Historie

### 1737–1783: kaple
Kapli nechal zřejmě mezi léty 1735–1737 postavit benátecký hrabě Ignác Zikmund z Klenové a z Janovic nedlouho po svém nastoupení na benátecké panství v roce 1720. Důvod výstavby není přesně znám. V uvedené době se v Nových Benátkách v blízkém okolí náměstí nacházely již dva kostely (raně gotický klášterní kostel Narození Panny Marie z roku 1349 a pozdně gotický farní kostel sv. Máří Magdalény ze 16. stol.). Někteří badatelé se domnívají, že kaple sv. Rodiny byla původně zamýšlena jako loretánská (např. historik Josef Václav Vojáček). Hrabě z Klenové obdaroval novou kapli nadací 50 zlatých. Když se 4. července 1764 (den sv. Prokopa) vracel hrabě z Klenové ze svého zámečku Bon Repos do Benátek, zemřel náhle v lese Okrouhlíku. Hraběnka vdova pak přikázala novobenáteckému faráři sloužit každý týden v kapli mši za zemřelého manžela. Svému účelu sloužila kaple do roku 1783, kdy byla v rámci reforem Josefa II. zrušena. 

### 1794–1897: radnice
Budova následně chátrala až do roku 1794, kdy ji benátecký měšťan a primas z č.p. 77 Ludvík Ferdinand Černý zakoupil za 47 zlatých a 20 krejcarů z vlastních prostředků a daroval městu, aby zde byla zřízena druhá budova radnice (první budova radnice v č.p. 42 byla zničena čtyřmi požáry v letech 1664, 1685, 1723 a 15. června 1769, kdy kromě radnice vyhořelo ještě 28 domů a obecní dvůr). 
Mezi léty 1794-1798 byly pořízeny dva návrhy na přestavbu, z nichž byl nakonec vybrán plán zednického mistra Václava Novotného, který citlivým způsobem respektoval zachování barokního rázu budovy. Vnitřní prostor byl rozčleněn na přízemí a dvě podlaží. V prvním poschodí byla radní síň (úřadovna magistrátu), v druhém poschodí se postupně vystřídal městský archiv se spisovnou, úřadovna Občanské záložny (od poloviny 19. stol.) a městská knihovna (od r. 1905). V přízemí byla nejprve městská věznice, později strážnice a obecní váha.
Radnice v adaptované kapli sv. Rodiny sloužila městu téměř 100 let. Její funkce zanikla v letech 1896 -1897, kdy si město zřídilo novou radnici přestavbou domu čp. 78.

### 1897–1981: havarijní stav a dvě rekonstrukce
Po přemístění radnice sloužila kaple různým účelům, avšak bez jakékoli památkové péče. Její stav i vzhled chátral. K nápravě došlo až v listopadu 1967, kdy proběhla rozsáhlá rekonstrukce střechy, zdiva i fasády Okresním stavebním podnikem z Jablonce nad Nisou. 21. listopadu 1968, den před dokončením stavebních prací, byly do báně věžičky vloženy dokumenty s pamětním listem, jehož autory byli městský kronikář Jindřich Rohan a městský archivář Jiří Antoš.  
10. dubna 1968 byla v uvolněnějších společenských poměrech obnovena činnost skautského střediska v Benátkách nad Jizerou, jedna z jeho kluboven byla umístěna v kapli sv. Rodiny.  

### 1981–současnost: husitská kaple
V roce 1981 byla na základě rozhodnutí MěNV Benátky nad Jizerou a ONV Mladá Boleslav bývalá kaple svěřena do užívání Náboženské obce Církve československé husitské v Benátkách nad Jizerou, aby tak opět sloužila původním náboženským účelům. V lednu 1981 byly zahájeny rozsáhlé rekonstrukční práce vnitřních prostor za spolupráce církve a města. Jednalo se o první vnitřní rekonstrukci od roku 1798. Byly provedeny kompletní instalace, opravy omítek a podlah, výměna schodiště a vchodových dveří a oprava oken v celkové ceně 135.000 Kčs.   
31. ledna 1982 proběhlo slavnostní otevření kaple bohoslužbou za účasti patriarchy Církve československé husitské Dr. Miroslava Nováka, diecézního tajemníka a později pražského biskupa Miroslava Durchánka, faráře Dr. Luďka F. Beneše, farářky Miloslavy Taucové a zástupců státní správy. 

## Popis kaple

### Kaple před rekonstrukcí v roce 1798
Kaple svaté Rodiny je pozdně barokní hranolovitá sakrální stavba na čtvercovém půdorysu s bohatě členěnými nárožními pilastry. Stanová střecha je zakončena osmihranou lucernou. Původně měla ve třech stěnách lunetová okna, sahající téměř do poloviny výšky stěn (dnes je jejich původní tvar vidět na zazděném okně v zadní stěně kaple). V zadní stěně byla do výše okenního oblouku nika, ukončená konchou, v níž se nacházel oltář. V rozích uvnitř kaple byly čtyři sochy a u oltáře dvě sochy andělů, držících svícny. Po zrušení kaple Josefem II. byl oltář přemístěn do děkanského kostela.

### Kaple po rekonstrukci v roce 1798
Původní nečleněný interiér byl při adaptaci pro účely budovy radnice rozdělen dvěma podlažími na dvoupatrovou budovu. Lunetová okna byla zazděna a místo nich byla vsazena jednoduchá obdélníková okna zepředu a ze stran budovy. V pravém jižním rohu bylo vestavěno dřevěné točité schodiště.
V 19. století byla lucerna osazena věžními hodinami s cymbály. Na špičce vížky ve výšce 20 metrů je umístěna korouhvička - pozlacený drak, symbol pánů z Kunvaldu a z Dražic, někdejších majitelů Nových Benátek. 
Pro její typický tvar začali benátčané říkat kapli hovorově "kafemlejnek".
Od roku 1982 se v přízemí nachází modlitebna a v horních patrech farní úřad Náboženské obce Církve československé husitské.

### Studna
V bezprostřední blízkosti kaple sv. Rodiny se nachází menší hranolovitá stavba. Jedná se o kryt staré městské studny, vyhloubené v roce 1867 horníky ze Slaného do hloubky 60 metrů. Aby studna byla zabezpečena před poškozováním čerpadla a znečišťováním vody, byl nad ní v roce 1880 postaven domek. Stavitel Josef Brich jej stylově přizpůsobil barokní kapli sv. Rodiny. Domek studny měl být po rekonstrukci kaple v roce 1968 zbourán, ale nestalo se tak. V měsících květnu a červnu 1989 byl opraven starobenáteckým zedníkem panem Valentou. Také tato stavba má mezi místními obyvateli své hovorové označení: „cukrpiksla“. „Kafemlejnek“ a „cukrpiksla“ tvoří ve slovníku benáteckých obyvatel nerozlučnou dvojici a neodmyslitelnou dominantu Husova náměstí.